# Stirellus tauensis
Stirellus tauensis är en insektsart som beskrevs av Henry Fairfield Osborn 1934. Stirellus tauensis ingår i släktet Stirellus och familjen dvärgstritar. Inga underarter finns listade i Catalogue of Life.